# 二色桉
二色桉（学名：Eucalyptus bicolor）为桃金娘科桉属下的一个种。种名 bicolor 意为“二色的”。